# شفای کودکان آبیکو
شفای کودکان آبیکو (انگلیسی: Healing of Abiku Children) یک اثر هنری است که سال ۱۹۷۳ به‌دست هنرمند نیجریه‌ای، تویینز سوِن-سوِن (Twins Seven-Seven) خلق شد و اکنون در موزه هنر ایندیاناپلیس نگهداری می‌شود. این اثر با حکاکی و رنگ‌آمیزی جوهر روی لوح چوبی بزرگی ساخته شده و آیینی سنتی از قوم یوروبا را به‌تصویر می‌کشد که در آن مادری شفای کودکان دوقلویش را از کشیش می‌خواهد. در رسوم یوروبایی، به چنین دوقلوهایی که مرگ زودرس از پیش برایشان مقدر شده، دوقلوهای آبیکو (Abiku) گفته می‌شود. این آیین به دلیل تعداد قابل‌توجه دوقلوها و از طرفی مرگ‌ومیر فراوان خردسالان در این قبیله پا گرفته است.
تلفیق بدیع سبک مدرن نقاشی با مؤلفه‌های سنتی از نقاط قوت «شفای کودکان آبیکو» است و ریزه‌کاری‌ها و ظریف‌کاری‌های نقاشی به آن کیفیتی پیکرتراشانه و تندیس‌وار بخشیده است.